# Shōhō (porta-aviões)
O Shōhō (祥鳳) foi um porta-aviões rápido operado pela Marinha Imperial Japonesa e a segunda e última embarcação da Classe Zuihō, depois do Zuihō. Sua construção começou no início de dezembro de 1934 com o tênder de submarinos Tsurugizaki, sendo lançado ao mar em junho de 1935 e comissionado na frota em novembro de 1941. Podia transportar até trinta aeronaves, era armado com uma bateria antiaérea composta por vários canhões de 127 e 25 milímetros, tinha um deslocamento padrão de mais de onze mil toneladas e alcançava uma velocidade máxima de 28 nós.
A embarcação foi originalmente completada como tênder de submarinos, porém pouco depois passou por uma reconstrução que o transformou em um porta-aviões rápido. Foi renomeado para Shōhō e logo em seguida designado para participar em maio de 1942 da planejada invasão de Porto Moresby, na Nova Guiné. Entretanto, a força japonesa foi interceptada por uma força estadunidense, resultando na Batalha do Mar de Coral. Nesta última, o navio foi afundado depois de ser acertado por várias bombas e torpedos lançados por aeronaves do porta-aviões USS Lexington.

## Características

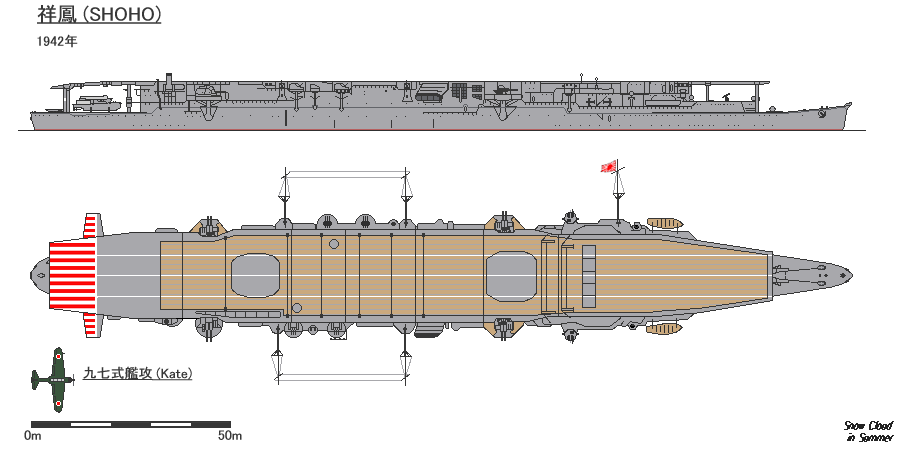
Desenho do Shōhō

O Shōhō, em sua configuração de porta-aviões rápido, tinha 205,5 metros de comprimento de fora a fora, uma boca de 18,2 metros e um calado de 6,58 metros. Seu deslocamento padrão era de 11 443 toneladas. Foi originalmente equipado com motores a diesel, mas durante a conversão o sistema de propulsão foi substituído por dois conjuntos de turbinas a vapor, cada um girando uma hélice. O vapor vinha de quatro caldeiras de tubos d'água Kampon. A potência indicada era de 53 mil cavalos-vapor (39 mil quilowatts) para uma velocidade máxima de 28 nós (52 quilômetros por hora). Podia carregar até 2 642 toneladas de óleo combustível, o que proporcionava uma autonomia de 7,8 mil milhas náuticas (14,4 mil quilômetros) a dezoito nós (33 quilômetros por hora). Sua tripulação era formada por 785 oficiais e marinheiros.
Seu convés de voo tinha 180 metros de comprimento e uma largura máxima de 23 metros. Tinha um único hangar com 124 metros de comprimento e dezoito metros de largura. As aeronaves eram transportadas do hangar para o convés por meio de dois elevadores octogonais instalados na linha central da embarcação, o primeiro media treze por doze metros e o segundo doze por 10,8 metros. O porta-aviões podia transportar até trinta aviões. Seu armamento antiaéreo tinha oito canhões Tipo 89 calibre 40 de 127 milímetros instalados em montagens duplas em plataformas na lateral do casco, mais oito canhões Tipo 96 de 25 milímetros em montagens duplas também em plataformas no casco.

## Carreira

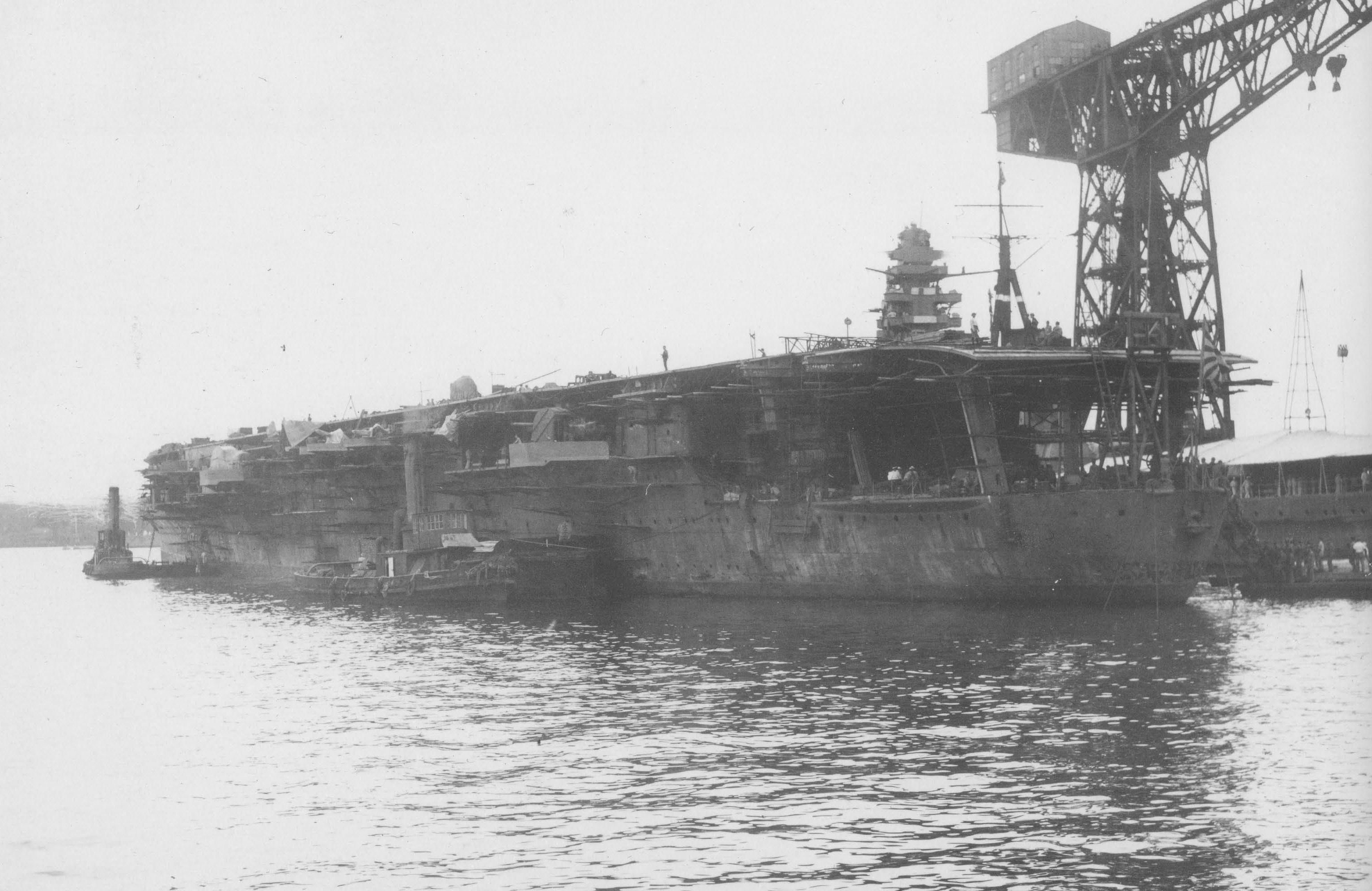
O Shōhō em 2 de setembro de 1941 durante sua conversão para porta-aviões

O Shōhō foi projetado pela Marinha Imperial Japonesa para ser facilmente modificado para um petroleiro, tênder de submarinos ou porta-aviões dependendo da necessidade. Seu batimento de quilha ocorreu em 3 de dezembro de 1934 no Arsenal Naval de Yokosuka como o tênder de submarinos Tsurugizaki. Foi lançado ao mar em 1º de junho de 1935 e finalizado em 15 de janeiro de 1939. Pouco depois disto em 1941 começou a ser reconstruído como um porta-aviões rápido. Sua superestrutura foi removida e substituída por um convés de voo com um hangar para aeronaves abaixo. Foi renomeado para Shōhō e as obras terminaram em 26 de janeiro de 1942.
Foi comissionado em 30 de novembro de 1941 com o capitão Ishinosuke Izawa como seu oficial comandante. Foi designado em 22 de dezembro para a Quarta Divisão de Porta-Aviões da 1ª Frota Aérea enquanto ainda estava em equipagem. Transportou aviões para Truk em 4 de fevereiro de 1942, permanecendo no local até 11 de abril, quando partiu para voltar a Yokosuka.
O Shōhō foi designado no final de abril para uma planejada invasão de Porto Moresby, chegando em Truk em 29 de abril. Ele partiu no dia seguinte junto com os cruzadores pesados Aoba, Kinugasa, Furutaka e Kako da Sexta Divisão de Cruzadores, estando sob o comando do contra-almirante Aritomo Gotō. Eles formavam a Força Principal da operação. Por escassez de aeronaves, seu grupo aéreo tinha quatro caças obsoletos Mitsubishi A5M4, oito caças modernos Mitsubishi A6M2 Zero e seis torpedeiros Nakajima B5N2. Dando cobertura estava a Força de Ataque, formada pelos porta-aviões Shōkaku e Zuikaku.

### Mar de Coral

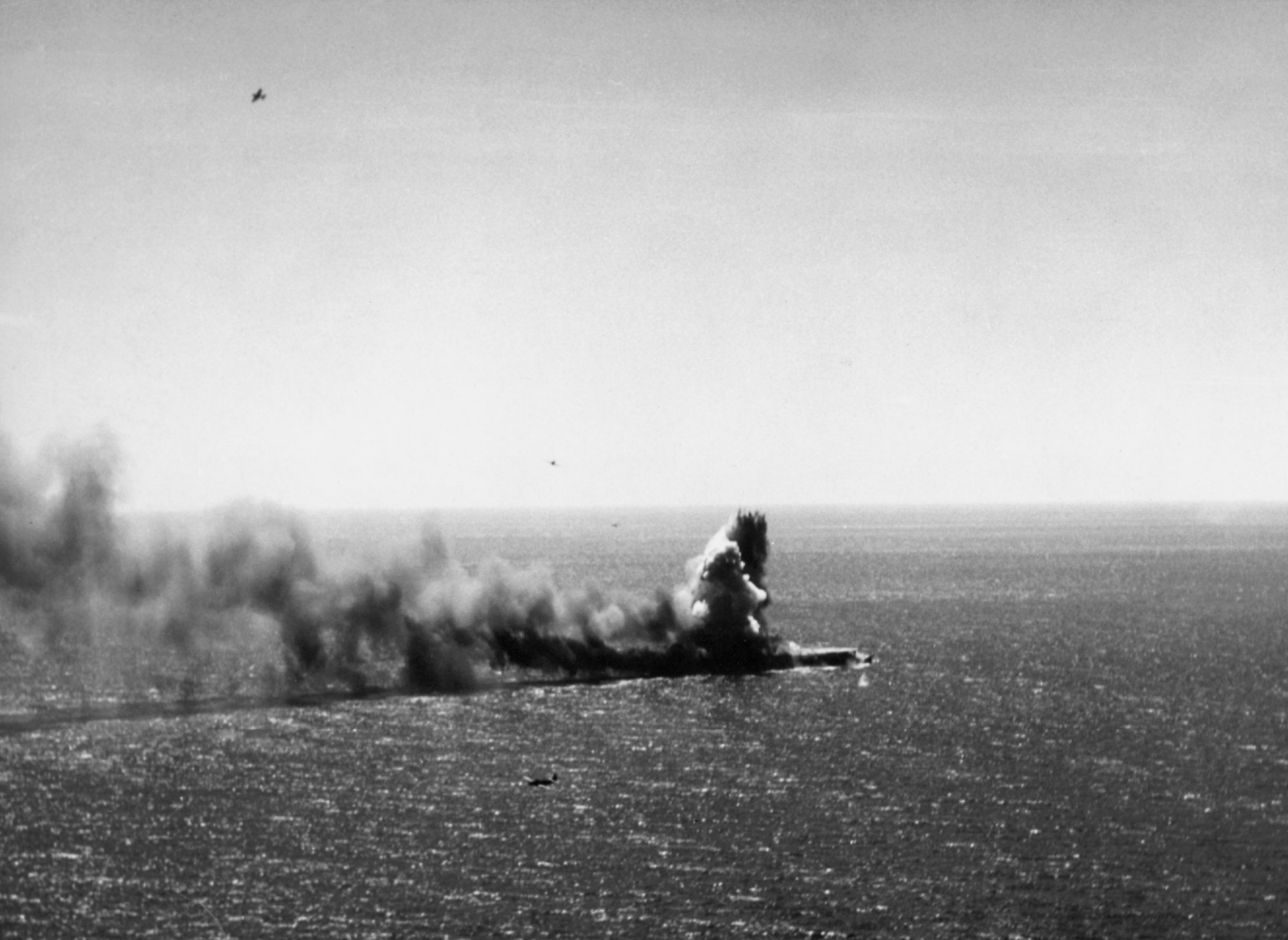
O Shōhō sendo atingido por uma bomba de 450 quilogramas durante a Batalha do Mar de Coral

O Shōhō deu cobertura em 3 de maio para desembarques em Tulagi, nas Ilhas Salomão, seguindo então para o norte a fim de dar cobertura no dia seguinte para um comboio que faria parte da invasão de Porto Moresby. Consequentemente, não estava presente quando aeronaves do porta-aviões estadunidense USS Yorktown atacaram navios japoneses em Tulagi. Este ataque confirmou aos japoneses que pelo menos um porta-aviões inimigo estava na área, mas não se sabia sua localização. Várias aeronaves de reconhecimento foram lançadas em 4 de maio para procurarem pelos estadunidenses, mas sem sucesso. Um hidroavião Kawanishi H6K avistou o Yorktown, mas foi abatido por caças Grumman F4F Wildcat antes de conseguir transmitir um relato. Aviões das Forças Aéreas do Exército dos Estados Unidos avistaram o Shōhō ao sudoeste de Bougainville em 5 de maio, mas o navio estava muito ao norte para ser atacado pelos porta-aviões, que no momento estavam reabastecendo. Neste mesmo dia, o contra-almirante Frank Fletcher recebeu informações de inteligência que diziam que três porta-aviões japoneses estavam próximos de Bougainville, prevendo o dia 10 de maio como a data para a invasão e ataques aéreos nos dias anteriores. Fletcher planejou finalizar o reabastecimento de seus navios em 6 de maio e então se aproximar da extremidade oriental da Nova Guiné a fim de estar em posição para atacar no dia 7.
Outro H6K avistou os estadunidenses na manhã de 6 de maio e os seguiu até às 14h00min. Entretanto, os japoneses não queriam ou não eram capazes de lançar ataques por conta do tempo ruim ou de relatos desatualizados. Os dois lados acreditavam que sabiam onde o outro estava e esperavam entrar em batalha no dia seguinte. Os japoneses avistarem os estadunidenses primeiro quando um avião encontrou às 7h22min o petroleiro USS Neosho junto com o contratorpedeiro USS Sims ao sul da Força de Ataque. Estes foram erroneamente identificados como um porta-aviões e um cruzador, assim quarenta minutos depois o Shōkaku e o Zuikaku lançaram um ataque que afundou o Sims e danificou seriamente o Neosho a ponto dele precisar ser deliberadamente afundado dias depois. O Yorktown e o porta-aviões USS Lexington estavam ao oeste do Shōkaku e Zuikaku, não ao sul como se esperava, e foram avistados pouco depois dos japoneses terem lançado seu ataque contra o Neosho e Sims.
Dois cruzadores pesados japoneses foram avistados às 7h35min e dois porta-aviões às 8h15min ao nordeste de Misima, próximo da extremidade oriental da Nova Guiné. Fletcher ordenou um ataque aéreo uma hora depois, achando que esses dois porta-aviões eram o Shōkaku e o Zuikaku. O Yorktown e Lexington lançaram ao todo 53 bombardeiros de mergulho Douglas SBD Dauntless e 22 torpedeiros Douglas TBD Devastator escoltados por dezoito Wildcats. O relato das 8h15min foi na verdade decodificado erroneamente e o piloto tinha na verdade relatado outros dois cruzadores pesados, mas nesse meio tempo aviões das Forças Aéreas do Exército realmente avistaram o Shōhō e o comboio de invasão. As aeronaves foram redirecionadas para o novo alvo já que a distância em relação ao relato das 8h15min era de apenas trinta milhas náuticas (56 quilômetros).

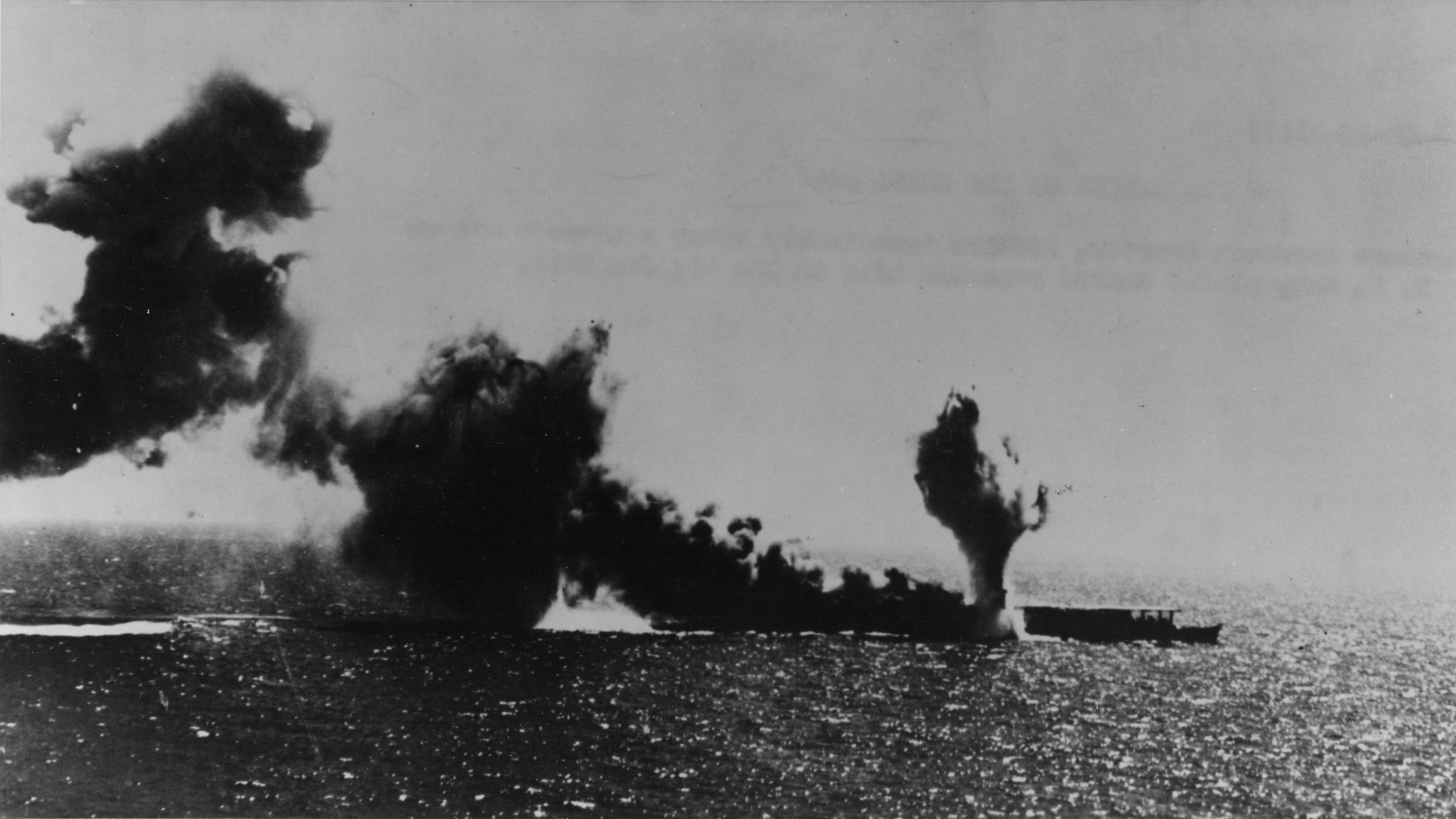
O Shōhō sendo torpedeado durante a Batalha do Mar de Coral

A Força Principal foi avistada por aviões do Lexington às 10h40min. A patrulha de combate aéreo nesse momento era de dois A5Ms e um Zero. Os Dauntlesses começaram seu ataque às 11h10min enquanto os caças japoneses os atacavam durante o mergulho. Nenhum deles acertou o Shōhō, que estava realizando manobras evasivas; um Dauntless foi abatido pelo Zero depois de sair do seu mergulho e outros foram danificados. Mais três Zeros foram lançados imediatamente a fim de reforçarem a patrulha de combate aéreo. A segunda onda de Dauntlesses começou seu ataque às 11h18min e acertaram o porta-aviões com duas bombas de 450 quilogramas. Estas penetraram o convés de voo e detonaram dentro do hangar, incendiando os aviões abastecidos e armados. Um minuto depois foi a vez dos Devastators atacarem, lançando seus torpedos pelos dois lados do navio. Eles acertaram o Shōhō cinco vezes e os danos destes incapacitaram a direção e a energia, também inundando as salas de máquinas e caldeiras. As aeronaves do Yorktown estavam logo atrás e seus Dauntlesses atacaram às 11h25min, acertando mais onze bombas que fizeram o porta-aviões parar. Por fim, os Devastators do Yorktown atacaram às 11h29min e reivindicaram dez acertos, porém os japoneses reconheceram apenas dois. Estas aeronaves foram atacadas pelos caças enquanto iam embora, porém os Wildcats abateram os dois A5Ms e um Zero. Os estadunidenses perderam apenas três Dauntlesses. O tenente-comandante Robert E. Dixon, o comandante dos bombardeiros de mergulho do Lexington, exclamou para seu porta-aviões por rádio após o ataque: "Risque um convés de voo!".
O Shōhō foi acertado por pelo menos treze bombas e sete torpedos, com Izawa ordenando às 11h31min que o navio fosse abandonado. Ele afundou quatro minutos depois. Aproximadamente trezentos tripulantes conseguiram escapar, mas eles precisaram esperar na água para serem resgatados já que Gotō tinha ordenado que os navios sobreviventes navegassem para o norte a todo velocidade com o objetivo de escaparem de mais ataques aéreos. Ele ordenou às 14h00min que o contratorpedeiro Sazanami voltasse e resgatasse os sobreviventes. Apenas 203 homens foram encontrados, incluindo Izawa. O resto da tripulação de 834 morreu durante os ataques o na água aguardando resgate.